# Milan Corryn
Milan Corryn (ur. 4 kwietnia 1999 w Aalst) – belgijski piłkarz występujący na pozycji ofensywnego pomocnika lub skrzydłowego. Młodzieżowy reprezentant Belgii w latach 2014-2018.